# كأس البرازيل 2004
كأس البرازيل 2004 هو الموسم 16 من كأس البرازيل. أقيم خلال الفترة 4 فبراير 2004 وحتى 30 يونيو 2004، وأشرف على تنظيمه اتحاد البرازيل لكرة القدم، وكان عدد الأندية المشاركة فيه 64، وفاز فيه سانتو أندريه.